# Google Goggles
Google Goggles là một ứng dụng di động nhận dạng hình ảnh do Google phát triển. Nó được sử dụng cho các tìm kiếm dựa trên hình ảnh chụp bằng thiết bị cầm tay. Chẳng hạn, chụp một bức ảnh của một danh thắng nổi tiếng hoặc chụp ảnh mã vạch của sản phẩm sẽ tìm kiếm thông tin về sản phẩm.
Tại hội thảo Google I/O 2017, Google Lens được thông báo là một sản phẩm tương tự có các tính năng giống như  Goggles và sử dụng Google Assistant.